# Stuttgarter Neues Tagblatt

Die Tagblattgebäude 1913

Setzmaschinen 1913

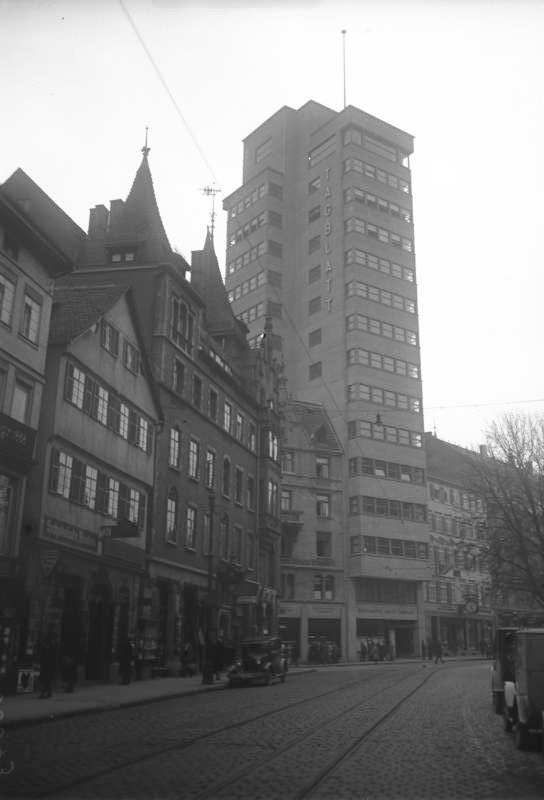
Tagblatt-Turm 1928

Das Stuttgarter Neue Tagblatt war ursprünglich eine liberale Tageszeitung, die von 1909 bis 1945 in Stuttgart herausgegeben wurde. Sie folgte auf das Stuttgarter Tagblatt, das bereits 1843 erschien und 1909 mit der Württemberger Zeitung unter dem neuen Direktor Carl Esser fusionierte. Esser gab 1913 eine Festschrift zum siebzigjährigen Bestehen heraus.

## Geschichte
1843 gab der Buchdrucker J. G. Friedrich Müller vorab Abonnentenlisten für eine dritte Stuttgarter Tageszeitung herum. Am 1. Dezember 1843 kam ihm die Stuttgarter Schnellpost und am 16. Dezember 1843 das nur 22 Tage überstehende Stuttgarter Tagblatt zuvor. Müller änderte den von ihm geplanten Titel und brachte am 24. Dezember 1843 sein Neues Tageblatt für Stuttgart und Umgegend heraus. Die Revolutionsjahre zwangen Müller, den Kaufmann und Stadtrat Gustav Voeth zu beteiligen, dessen Söhne Gustav und Paul das Unternehmen Müller & Voeth bis 1897 weiterführten. 1903 ging Redaktionsleiter Adolf Müller-Palm in den Ruhestand. Bevor das Neue Tagblatt ab 4. Dezember 1918 offen die Deutsche Demokratische Partei unterstützte, war es ausdrücklich parteipolitisch unabhängig, aber alles andere als ohne Haltung.
Seit 1871 war das Tagblatt in den Gebäuden Torstraße 27 und 29 am südlichen Altstadtrand ansässig. Das viergeschossige Gebäude Torstraße 29 mit Werksteinfassade in Formen der italienischen Renaissance war ein Werk des Stuttgarter Architekten Christian Friedrich Leins von 1871. Das Nachbargebäude Torstraße 27 wurde 1895/97 nach Planung des Stuttgarter Architekturbüros Bihl & Woltz durch ein fünfgeschossiges Hauptverwaltungsgebäude der Zeitung mit Werksteinfassade in Gliederungen der Spätgotik und deutschen Renaissance ersetzt. 1930 wurden beide Gebäude nach Plänen des Architekten des Tagblattturms aufgestockt und mit neu-sachlichen Fassaden versehen.
In den 1920er Jahren wurde die Zeitung von dem Industriellen Robert Bosch aufgekauft, „um sie nicht an den rechtsgerichteten Hugo Stinnes fallen zu lassen“, wie Der Spiegel am 4. April 1966 schrieb., oder um „die Stuttgarter Presse von norddeutschen Kapitaleinflüssen freizuhalten“, wie Der Spiegel am 2. März 1970 den Bosch-Biographen Theodor Heuss zitiert.
Mit dem modernen Tagblatt-Turm, einem Bau des Stuttgarter Architekten Ernst Otto Oßwald von 1927/28, errichtete das Blatt in jenen Jahren das höchste Gebäude der Innenstadt, zugleich den weltweit ersten Sichtbetonbau. Die Kontur des Hochhauses war nachts beleuchtet. Bei seiner Einweihung sagte der damalige Hauptschriftleiter des Tagblatts, es stehe für den Willen der Stuttgarter, das Leben „das draußen brandet, als lebenswert anzuerkennen“.
Zumindest zu dieser Zeit, Ende der 1920er Jahre, war das Stuttgarter Neue Tagblatt die größte Tageszeitung Württembergs und eine führende Tageszeitung Deutschlands.

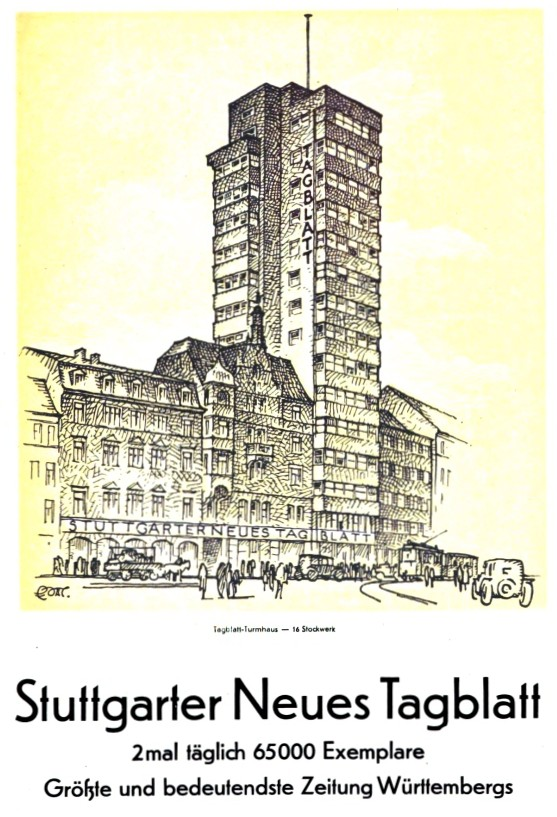
Werbeanzeige des Verlags im Fachblatt Deutsche Presse (1928) mit einer Zeichnung der markanten Häuserzeile mit dem Tagblatt-Turm, anlässlich des Verbandstags des Reichsverbands der Deutschen Presse und der Medienausstellung Pressa in Köln 1928

Nachdem Adolf Hitler 1933 Reichskanzler geworden war, schaffte er mit dem Schriftleitergesetz zum Jahr 1934 die Pressefreiheit ab. Das Tagblatt veröffentlichte nun Propaganda von Nationalsozialisten.
1943 waren die Namen Stuttgarter Neues Tagblatt und Stuttgarter NS-Kurier schließlich gleichbedeutend.
Die Bombardierungen von Stuttgart im Zweiten Weltkrieg legten die meisten Gebäude der Innenstadt in Trümmer, ließen das Hochhaus des Tagblatts aber intakt.
Im September 1945 lebte in ihm mit der Stuttgarter Zeitung die freie Presse wieder auf.

### Sportzeitung des Stuttgarter Neuen Tagblatts
Ab dem 28. März 1920 brachte das „Stuttgarter Neue Tagblatt“ eine eigene Sportzeitung heraus. Die „Sportzeitung des Stuttgarter Neuen Tagblatts“ erschien immer montags, war vom Sportverband von Groß-Stuttgart anerkannt und sollte „die Öffentlichkeit über alle wichtigen sportlichen und turnerischen Ereignisse schnellstens unterrichten.“ Daneben wurden Fragen der Sportförderung erörtert. Als eine Besonderheit druckte man die neue Zeitung ab dem dritten Heft auf grün eingefärbtem Papier, so dass sie bald inoffiziell „Die grüne Sportzeitung“ genannt wurde. Im März 1937 wurde die Zeitung mit der Zeitung „Sportbericht“, einer Sportzeitung, die seit 1925 in Stuttgart erschien, vereint und in „Sportbericht des Stuttgarter Neuen Tagblatts. Süddeutschlands große Sportzeitung“ umbenannt. Diese Zeitung erschien vermutlich bis 1943.